# Sprogfunktion
Betegnelsen sprogfunktion anvendes i sprogteori, sprogbrugsanalyse og retorik til at klassificere en ytrings dominerende træk i forhold til den kommunikative hensigt; altså hvilket mål der sigtes til, med det der bliver sagt, og den måde det bliver sagt på. Klassifikationen kan både foregå på ytringen/teksten som helhed eller på større dele af den, men den vil også med mening kunne føres helt ned på sætningsniveau. Modellen omfatter de seks funktioner emotiv, konativ, referentiel, fatisk, metasproglig og poetisk. De omtales ofte som de jakobsonske sprogfunktioner efter den russisk-amerikanske sprogforsker Roman Jakobson, som lavede en berømt samlet fremstilling af dem i essayet Linguistics and Poetics i 1958. Strengt taget bør han dog kun tillægges ophavet til den metasproglige og den poetiske funktion. Beskrivelsen af den emotive, konative og referentielle tilskrives almindeligvis den tyske psykolog og sprogforsker Karl Bühler som beskriver dem i værket Axiomatik der Sprachwissenschaften fra 1933, og den fatiske funktion blev allerede i 1923 beskrevet af Bronislaw Malinovski.

## Sprogfunktionerne

### Emotiv
Den emotive funktion har til opgave at lyve om eller give udtryk for afsenderens holdninger. Den emotive sprogfunktion er bundet til afsenderen. Kendes også som den ekspressive funktion eller symptomfunktion. En tekst eller ytring har emotiv funktion når hovedvægten ligger på at give udtryk for afsenderens holdning til det, der tales om. Den helt rene emotive ytring er f.eks. et udråb (interjektion) eller et andet følelsesudbrud: av!, åh!, ah!. I kunsten kendes den emotive sprogfunktion fra den store monolog fra teateret, og stilmæssigt er selvafbrydelsen ofte tegn på emotiv funktion.
Teksttyper hvor den emotive funktion dominerer kan være: digte, romaner, anmeldelser, dagbøger og læserbreve.

### Konativ
Kendes også som signalfunktion og handler om intentionen om at påvirke modtageren med et udsagn, og i sidste ende om at anvende sproget som udgangspunkt for handling. En intention formes sprogligt for at påvirke andre i en retning, som med det samme eller senere får dem til at udføre (eller undlade at udføre) en handling. De konative genrer er befalingen, ordren, loven, bekendtgørelsen, bønnen, brandtalen, forførelsen, hetzen, reklamen, propagandaen osv.
Konativ-sprog kan endvidere inddeles i tre typer efter hvordan det stiller modtageren. Med den koesive ytring (ordren) tilbydes modtageren ikke noget alternativ til at adlyde. Den rogative ytring (anmodningen) indeholder et alternativ, men det bliver underspillet i fremstillingen. Den persuasive (overtalelsen) taler for sin sag men fremstiller alternativerne som ligeværdige og overlader reelt valget til modtageren.

### Referentiel
Kendes også som symbolfunktion og den denotative eller kognitive funktion. Her er der fokus på fremstilling af hårde fakta, som får lov at tale for sig selv. Den referentielle funktion er fremherskende i videnskabeligt sprog – i sin yderlighed i de formaliserede sprog som f.eks. matematik. Vejrudsigter og børsnoteringer er referentielle genrer.

### Fatisk
Kendes også som social funktion, og den handler om så enkel en ting, som at sikre sig at overførelsesmediet virker. Her hører hallo-et fra telefonen hjemme sammen med ritualiseret small talk og konventioner, der er intetsigende i den forstand, at der ikke overføres andre oplysninger end af typen jeg er her, du er der, vi er sammen (egentlig alle underforstået og vi kan kommunikere, hvis vi får brug for det).
Den fatiske funktion har kort sagt til opgave at bekræfte eller etablere forholdet mellem afsender og modtager.
Teksttyper hvor funktionen indgår kan være: sms’er, dramatik og uformelle samtaler og taler.

### Metasproglig
Den metasproglige funktion kommunikerer om meddelesen i sig selv. Hvis man snakker om det man siger eller fortæller, gør man brug af den metasproglige funktion. Eller om det at efterprøve eller bare snakke om den kode man former sine ytringer i, altså ytringer om sproget selv. Denne artikel har metasprogsfunktion, fordi den handler om historien bag, indholdet af og anvendelsesmulighederne for nogle begreber, som man bruger til at tale om sprog med.
Teksttyper hvor den metasproglige funktion ofte kommet til udtryk: ordbøger uformel samtale, videnskabelige rapporter.

### Poetisk
Handler om fokus på meddelelsens form for formens egen skyld, eller om at sproget i ytringen gøres til en pointeunderstøttende oplevelse i sig selv; sproget formes funktionelt æstetisk. Poetisk sprogfunktion handler ikke om den litterære poesi (som "har" et andet "formål") men om en vis poetisk formning af mere pragmatisk anlagte ytringer. Den poetiske sprogfunktion kommer til udtryk i trivial-tekster som annoncer, reklametekster, politiske slogans osv.